# Roméo et Juliette (Berlioz)
Pour les articles homonymes, voir Roméo et Juliette (homonymie).
Roméo et Juliette (op. 17 = H. 79) est une symphonie dramatique d’Hector Berlioz d'après la tragédie homonyme de Shakespeare. Le livret en vers a été écrit par Émile Deschamps d'après un canevas en prose dû au compositeur. L’œuvre a repoussé les limites des capacités de l'orchestre contemporain, en termes de couleur, de portée programmatique et de virtuosité individuelle.
L'œuvre a été donnée pour la première fois au Conservatoire de Paris le 24 novembre 1839 avec, comme solistes, Alexis Dupont, Alizard et Mme Widemann (qui remplaçait Mme Rosine Stoltz).

## Livret
Voir le : texte sur wikisource.

## Composition
1839. L'œuvre est dédiée à Niccolò Paganini, qui avait fait remettre au compositeur français un chèque de 20.000 francs après avoir assisté en décembre 1838 à un concert au cours duquel Berlioz avait dirigé la Symphonie fantastique et Harold en Italie.

### Genèse
L'inspiration initiale vint d'une représentation de Roméo et Juliette (dans la version remaniée de David Garrick) au théâtre de l'Odéon, à Paris. Harriet Smithson, qui a aussi inspiré la Symphonie fantastique, faisait partie de la troupe. Dans ses Mémoires, Berlioz décrit l'effet électrisant du drame.
La gamme de sentiments, d'émotions autant que les inventions poétiques et formelles que Berlioz trouve chez Shakespeare ont eu une forte influence sur sa musique, qui rend cette adaptation directe d'une de ses œuvres naturelle. En fait, il avait prévu la réalisation de Roméo et Juliette longtemps avant 1838 mais d'autres projets l'ont occupé dans l'intervalle. Émile Deschamps, l'auteur du livret, a indiqué avoir travaillé avec Berlioz sur la symphonie peu de temps après la saison 1827-1828 de l'Odéon. En effet il est probable que la genèse de Roméo et Juliette est liée à la composition d'autres œuvres écrites avant son séjour pour le Prix de Rome en 1830-1832. Ainsi s'explique que Sardanapale, la cantate avec laquelle Berlioz obtint enfin le Prix de Rome en 1830, inclut des mélodies de la partie Roméo seul du second mouvement et de la Grande fête chez Capulet.
Il y a de nombreux indices qui donnent à penser que Berlioz concevait petit à petit un schéma pour Roméo et Juliette durant son séjour en Italie. En février 1831, dans un compte rendu de I Capuleti e i Montecchi de Bellini, il souligne comment il composerait une musique pour Roméo et Juliette : le combat d'épée, un concert pour l'amour, les piquantes bouffonneries de Mercutio, la terrible catastrophe, et le serment solennel des deux familles rivales. Un court passage de ce texte figurera d'ailleurs dans le livret de la symphonie.
Le dispositif scénique qu'il y emploie est un élargissement de celui que Berlioz avait testé dans Lélio : dans ce monodrame lyrique, l'orchestre était placé sur la scène derrière le rideau, tandis que l'acteur prenait place sur le proscenium. La musique, entendue de façon acousmatique, était celle qui résonnait dans l'imaginaire du personnage. Dans Roméo et Juliette,  Berlioz conserve la même disposition (orchestre sur la scène, personnages, c'est-à-dire les Capulets, les Montaigus et les habitants de Vérone sur le proscenium). Il supprime le rideau et demande qu'on éteigne les feux de la rampe. Deux espaces sont ainsi organisés et tout l'enjeu de l'œuvre est d'unifier visuellement musique symphonique et jeu théâtral.

### Originalité
Berlioz veut évoquer le drame de Shakespeare, mais sans montrer les personnages éponymes : comme il le dit dans sa Préface, leur amour est trop « sublime » pour pouvoir être représenté par des comédiens ou des chanteurs. C'est aussi une manière de démontrer la puissance évocatrice de la musique symphonique, capable de faire exister des « personnages » de théâtre à part entière, sans jamais les montrer sur la scène. Ce faisant, l'œuvre peut aussi être considérée comme une réponse berliozienne et théâtrale à la symphonie avec chœurs (9e symphonie) de Beethoven. Les pièces instrumentales y suivent le schéma d'une symphonie (allegro, mouvement lent, scherzo, finale), mais Berlioz insère des épisodes chantés puis dramatiques. Le final est écrit comme un finale d'opéra, à ceci près qu'il n'est pas prévu de mise en scène. Mais cette œuvre « multiple » inspire aussi les chorégraphes. Maurice Béjart compose une chorégraphie interprétée par les Ballets du XXe siècle, qui est donnée au Palais des Sports le 21 décembre 1966. Sasha Waltz, à son tour compose une mise en scène-ballet pour la représentation dirigée par Valery Gergiev à l'Opéra Bastille en 2007.

## Structure
Acte I
Num. 1
Introduction instrumentale : Combats - Tumulte - Intervention du prince -
Premier prologue (petit chœur): « D’anciennes haines endormies »
Air du contralto : « Premiers transports que nul n’oublie ! »
Suite du prologue (chœur) : « Bientôt de Roméo la pâle rêverie ! »
Scherzino vocal (ténor et chœur) : « Mab ! la messagère ! »
Fin du prologue (chœur) : « Bientôt la mort est souveraine »
Acte II
Num. 2
Roméo seul - Tristesse -Bruits lointains de bal  et de concert - Grande fête chez les Capulet : Andante et allegro (orchestre seul)
Num. 3. Scène d'amour
Nuit sereine : Le jardin des Capulet, silencieux et désert (orchestre)
Les jeunes Capulet sortant de la fête en chantant des airs de la musique du bal (orchestre et chœur): « Ohé, Capulets ! bonsoir, bonsoir ! »
Scène d'amour : Juliette sur le balcon et Roméo dans l'ombre - Adagio (orchestre)
Num. 4. 
La reine Mab, reine des songes : Scherzo (orchestre)
Acte III
Num. 5
Deuxième prologue (orchestre)
Convoi funèbre de Juliette (chœur) : « Jetez des fleurs pour la vierge expirée »
Marche fuguée (orchestre)
Num. 6. 
Roméo au tombeau des Capulet (orchestre)
Réveil de Juliette - Joie délirante, désespoir, dernières angoisses et mort des deux amants (orchestre)
Num. 7. Finale :
Double chœur des Montagus et des Capulet (chœur) :  « Quoi ! Roméo de retour ! Roméo ! »
Récitatif, récit mesuré et air du Père Laurence (basse) : « Je vais dévoiler le mystère ! »
Rixe des Capulet et des Montagu dans le cimetière (chœur et basse) : « Mariés ! »
Invocation du Père Laurence (basse) : « Pauvres enfants que je pleure »
Serment de réconciliation (basse et chœur) : « Jurez donc par l'auguste symbole ».

## Avis, influence et postérité
Considérée, dès sa création, comme l'une des œuvres les plus inspirées et les plus novatrices du musicien, la partition continue à frapper l'auditeur par son extrême originalité tant sur le plan de la forme que sur celui de l'écriture (mélodie, harmonie et orchestration).
Hector Berlioz (1803-1869)
Berlioz a développé une prédilection particulière pour cette symphonie, écrivant dans ses mémoires : « Si vous me demandez maintenant laquelle de mes pièces je préfère, ma réponse sera que je partage le point de vue de la plupart des artistes : Je préfère l'adagio (la Scène d'Amour) dans Roméo et Juliette. »
Richard Wagner (1813-1883)
Roméo et Juliette faisait l’admiration de Richard Wagner. Lorsqu'il entendit cette symphonie pour la première fois en 1839, il déclara « je me sentais petit comme un écolier à côté de Berlioz ». 
En 1860, il envoya à Berlioz la partition complète publiée de Tristan et Isolde avec la mention  « Au grand et cher auteur de Roméo et Juliette l'auteur reconnaissant de Tristan et Isolde ».
Arturo Toscanini (1867-1957)
Le chef d’orchestre Toscanini décrivait Roméo et Juliette comme « la plus belle musique du monde ».
Olivier Messiaen (1908-1992)
« Je suis un des rares musiciens français à reconnaître le plus grand musicien français, et à aimer Hector Berlioz, non seulement pour La Damnation de Faust, la Symphonie fantastique, mais pour son œuvre le plus génial : je veux parler de Roméo et Juliette. »
« [Berlioz] est un extraordinaire précurseur, un visionnaire du son, de la couleur, de l’élargissement de la palette des timbres. Il y a dans Roméo et Juliette, dans la Symphonie fantastique, dans le Requiem, des passages qui n’ont plus rien à voir avec la musique du XIXe siècle; des passages qui sont déjà de la musique concrète… La véritable importance de Berlioz réside dans ses vues prophétiques d’une musique qui vit et croît sous nos yeux. »
Léonard Bernstein (1918-1990)
Dans la 4ème de ses 6 conférences à Harvard en 1973 (à 1:00:11), Léonard Bernstein analyse Roméo et Juliette qu’il juge très en avance sur son temps, et démontre le lien de parenté évident entre le début du mouvement « Roméo seul » (1839) et le début de Tristan et Isolde de Wagner (1860), accusant ce dernier de plagiat plus ou moins conscient.
En 1989, au cours d’une masterclass avec de jeunes musiciens, il proclamait son admiration pour Berlioz et sa symphonie Roméo et Juliette y voyant une œuvre s’échappant du XIXe siècle pour annoncer le XXe siècle et le dodécaphonisme (comprenant les douze notes de la gamme chromatique). 

## Discographie
- Gladys Swarthout, John Garris, Nicola Moscona, NBC Chorus and Symphony Orchestra, dir. Arturo Toscanini. LP RCA Victor février 1947 (mono) report CD Guild historical GHCD 2218/20 - 1992 report 2008.
- Irma Kolassi, Joseph Peyron, Lucien Lovano, Chœur et Orchestre de la Radiodiffusion-Télévision Française, dir. Charles Munch. Report CD (mono) Cascavelle, collection Flash-Back - VEL 3112 - 2011, report coffret « Enregistrements inoubliables » 2019 (concert du 25 juin 1953).
- Margaret Roggero, Leslie Chabay, Yi Kwei Sze, Harvard Glee Club, Radcliffe Choral Society, Boston Symphony Orchestra, dir. Charles Munch. LP RCA février 1953 (mono) report CD BMG 1991 et 1996.
- Nancy Evans, René Somaes, David Wards, BBC Symphony Orchestra, BBC Chorus, dir. Alfred Wallenstein, (en allemand), 2 CD Cameo classic 6 janvier 1956 report 2019
- Andree Aubery-Luchini, Camille Maurane, Heinz Rehfuss, Orchestra Sinfonica e Coro di Roma della RAI, dir. Lorin Maazel. LP 1958 report CD Andromeda  2010.
- Solistes, chœur et Orchestre de la RTF, dir Lorin Maazel, enregistrement Ina Archives du 19 novembre 1959 report 2015.
- Beno Blachut, V. Krilovä, L. Mràz, Chœur et Orchestra CPO, dir. Lorin Maazel. Enregistrement Live in Prague 1960 report CD Radioservis live (www.CDmusic.cz).
- Rosalind Elias, Cesare Valetti, Giorgo Tozzi, New England Conservatory Chorus, Boston Symphony Orchestra, dir. Charles Munch. LP RCA avril 1961 (stereo) report CD BMG 1997.
- Regina Resnik, André Turp, David Ward, London Symphony Chorus, London Symphony Orchestra, dir. Pierre Monteux. LP (stereo) juin 1962 ; report CD Millenium classics ou Heliodor Westminster the legacy 2001.
- John Shirley-Quirk, Robert Tear, Patricia Kern, London Symphony Orchestra, John Alldis Choir, dir. Colin Davis. 2 LP Philips 1968 report 2 CD Philips Classics 1988.
- Christa Ludwig, Michel Sénéchal, Nicolai Chiaurov, Solistes des chœurs de l'ORTF, Wiener Staatsopernchor, Wiener Philharmoniker, dir. Lorin Maazel. LP Decca 1973 report CD Decca. 1993 (enregistré en décembre 1972).
- Ballet du XXème Siècle, chorégraphie de Maurice Béjart, coproduction de la RAI et de l'Opéra National de Belgique. DVD Hardy classic video 1972
- Jessy Norman, John Aler, Simon Estes, Wesminster Choir, Philadelphia Orchestra, dir Ricardo Muti. CD Emi 1986 report Warner Classics 2008.
- Florence Quivar, Alberto Cupido, Tom Krause, L'Ensemble vocal Tudor de Montréal, Orchestra Symphonique de Montréal, dir. Charles Dutoit. CD Decca 1986.
- Brigitte Fassbaender, Nicolai Gedda, John Shirley-Quirk, Wiener Staatsopernchor, ORF Chor und Symphonicorchester, dir. Lamberto Gardelli. CD Orfeo 1987
- Chicago Symphony Orchestra, dir. Carlo Maria Giulini, (uniquement musique instrumentale). CD Emi 1987.
- Anna Reynolds, Camille Maurane, Coro della Ortf, Orchestre National de France, dir Lorin Maazel. DVD Dupli Video sound 1990.
- Anne Sofie Von Otter, Philip Langridge, James Morris, RIAS Kammerkor (Marcus Creed, chef de chœur) et Ernst-Senff-Chor (Ernst Senff, chef de chœur), Berliner Philharmoniker, dir James Levine. CD DG 1990 (enregistré en novembre 1988).
- Nadine Denize, Vinson Cole, Robert Lloyd, RIAS Kammerchor Berlin, Radio-Symphonie-Orchester Francfurt, dir. Eliahu Inbal. CD Denon 1990 report Brilliant Classics 2003.
- Yvonne Minton, Christa Ludwig, Francisco Araiza,  Jules Bastin, Chœur et Orchestre de Paris, dir. Daniel Barenboim. 2 CD DG 1980 report 2019.
- Olga Borodina, Thomas Moser, Alastair Miles, Chor des Bayerischen Rundfunks, Wiener Philharmoniker, dir. Colin Davis. CD Newton Classics 1993, 1996 report 2011 (Philips).
- Daniela Barcellona, Kenneth Tarver, Orlin Anastassov, London Symphony Chorus and Orchestra, dir. Colin Davis. CD LSO live 2002.
- Melanie Diener, Kenneth Tarver, Denis Sedov, The Cleveland Orchestra and Chorus, dir. Pierre Boulez. CD DG 2003.
- Catherine Robbin, Jean-Paul Fouchécourt, Monteverdi Choir, Orchestre Révolutionnaire et Romantique, dir. John Eliot Gardiner. CD Decca 2012.
- Michèle Losier, Samuel Boden, David Soar, BBC Symphony Chorus & Orchestra, dir. Andrew Davis. CD Chandos 2016.
- Katija Dragojevic, Andrew Staples, Danish Radio Symphony Orchestra & Swedish Radio Choir, dir. Robin Ticciati - 2 CD Linn Records 2016.
- Olga Borodina, Kenneth Tarver, Evgeny Nikitin, Guildhall School Singers, London Symphony Chorus, London Symphony Orchestra, dir. Valery Gergiev, LSO Live SACD 2016.
- Sasha Cooke, Nicolas Phan, Luca Pisaroni, SFS Chorus, San Francisco Symphony Orchestra, dir. Michael Tilson Thomas. SACD SFS Media 2018.
- Marion Lebèque, Julien Behr, Frédéric Caton, Chœurs et Solistes de Lyon, Orchestre national de Lyon, dir. Leonard Statkin. Naxos 2019.
- Joyce DiDonato, Cyrille Dubois, Christopher Maltman, Chœur de l'OnR, Orchestre philharmonique de Strasbourg, dir. John Nelson. 2 CD Warner Classics 2023. Choc de Classica